# Bohemikum (dokument)
Bohemikum (též bohemicum) ve významu dokument je používán pro dokument psaný a vydaný na území dnešní České republiky, napsaný autory původem z Česka, napsaný v českém jazyce nebo pojednávající o ČR. Pro práce vydané mimo území ČR se používá pojem zahraniční bohemikum.
Jedná se o
- práce českých autorů vydané doma i v zahraničí na jakékoli téma a v jakémkoli jazyce,
- práce vydané na území ČR na jakékoli téma bez ohledu na národnost autora (např. překlady) a v jakémkoli jazyce,
- práce domácí i zahraniční provenience bez ohledu na národnost autora a jazyk práce, jestliže svým obsahem, místem vzniku apod. prokazují vztah k českému, moravskému či slezskému prostředí v hranicích dnešní České republiky.

Shromažďování, zpracování a trvalé uchovává bohemikální literatury v nejširším slova smyslu včetně zahraničních bohemik je jedním z úkolů Národní knihovny České republiky.

## Patriotikum
Obecný pojem patriotikum (též patriotium) se vztahuje na „dokumenty vydané na území příslušného státu nebo regionu bez ohledu na jazyk textu a datum vydání nebo které vyšly v zahraničí, ale obsahově nebo autorsky se tohoto státu nebo regionu týkají. Za patriotika se kromě dokumentů mohou považovat i jiné předměty kulturního dědictví“.
Nejčastěji se tyto pojmy používají historicky v zemích, resp. v knihovnictví zemí střední Evropy, v němž je širší pojetí patriotika také základem pro vymezení sběrného programu dokumentů národních knihoven.
Příbuznými pojmy jsou moravikum (vztah k Moravě), pragensium, tj. dokument se vztahem k Praze, obdobně se používá slovacikum (vztah ke Slovensku), slovikum (vztah k slovanskému), hungarikum (vztah k Maďarsku), gallikum (vztah k francouzskému), russikum (vztah k ruskému) ad.

## Výklad
Výklad ve slovnících a filologických příručkách je zpravidla stručný a není vždy jednotný.
Ottův slovní naučný výklad výrazu bohemikum neuvádí, ve velmi stručné podobě je vysvětlen až v Doplňcích.
Ottův slovník naučný nové doby má tento výklad: „Bohemica, také bohemika (z lat.): celkový název, obvyklý hlavně v historii, pro české spisy, knižní, časopisecké i rukopisné prameny nebo vůbec české památky a věci. Tak se píše např. o některé cizí věci knihovně, že jsou v ní dobře zastoupena bohemika, je-li v ní dobrý výběr českých knih nebo českých rukopisů“.
Dvoudílný Příruční slovník jazyka českého z let 1935–1937 výraz bohemika vykládá takto: „1. jazykové drobty v starých pramenech cizích, např. česká jména v latinské kronice Kosmově, často s cizími koncovkami, co pochází od Čechů n. z Čech, co se týká českého národa n. české země, zvl. české slovo v nečeském textu, listina, článek n. ka zkomolené, 2. úhrnný název pro české spisy“.
Důkladnější je Příruční slovník jazyka českého: „co pochází od Čechů, co se týká českého národa nebo české země; zvl. české slovo v nečeském textu; listina, článek nebo kniha psaná českým jazykem; cizojazyčné dílo týkající se českého národa“. Jako doklad cituje anonymně Bohemika v cizozemských knihovnách.
Výraz bohemika často používají knihovníci a bibliografové, Terminologický slovník knihovnický a bibliografický uvádí „Každá publikace vydaná nebo vytištěná v historicky českých zemích v jakémkoli jazyce, každé dílo v českém jazyce bez ohledu na místo vydání a národnost autora, od českých autorů bez ohledu na místo vydání a jazyk a též díla týkající se českých historických zemí a českého národa bez ohledu na autora, jazyk a místo vydání“.
Česká terminologická databáze knihovnictví a informační vědy (TDKIV) Národní knihovny odkazující na slovník autorů Vodičková-Cejpek uvádí formulaci: „Dokument psaný na území dnešní ČR (územní bohemikum), napsaný autory původem z Česka (autorské bohemikum), napsaný v českém jazyce (jazykové bohemikum) nebo pojednávající o ČR (obsahové bohemikum)“.

## Historie
Jungmannův Slovník česko-německý (vydán roku 1835) ani Ottův slovník naučný v roce 1891 výraz neznají.
V 19. století a začátkem 20. století čeští historikové a jazykovědci pátrali v cizích archivech a knihovnách a vyhledávali tam uložených bohemikální díla (Jaroslav Goll, J. V. Šimák aj.).

## Josef Dobrovský a bohemikum
Významně se hledání bohemikální i slavistické literatury v cizích knihovnách věnoval Josef Dobrovský, který v zahraničních knihovnách pátral především po českých rukopisech.
Byl členem výboru Českého muzea a při založení Národního muzea v roce 1818 zpracoval Provolání k vlasteneckým přátelům věd, což byl program pro sbírkotvornou činnost muzea. Obdobně vypracoval také bohemikální program pro sbírkotvornou činnost muzejní knihovny. V Prohlášení sběrnou oblast pro knihovní sbírky Národního muzea vymezuje takto: „Bibliotéka zavírající v sobě bohemika v nejdálším smyslu a tak nazvané určité vědomosti (sciences exactes). K prvnímu náležejí všechny knihy a rukopisy českým jazykem psané, od Čechů vyhotovené neb vydané, anebo posléze o Čechách jednající; k druhému všecko v okres matematiky a fysiky náležející, a sice jak hlavní díla, tak i pomůcky a časopisy domácí i zahraniční, těchto vědomostí se týkající.“
Podle Dobrovského programu z roku 1818 byl sběr, zpracování a uchování bohemik předním úkolem muzejní knihovny. Knihovna Národního muzea bez podstatných úprav tohoto programu doplňuje své sbírky doposud.